# Cap Fagnet

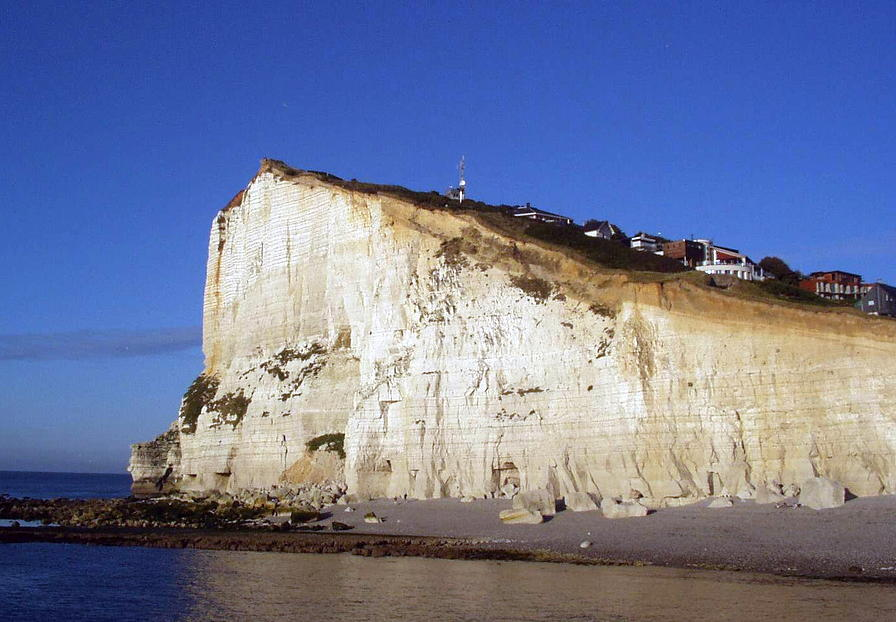
Le cap Fagnet.

Le cap Fagnet est le point le plus haut de la côte d'Albâtre. Il offre un panorama saisissant sur la mer, les falaises, le port et la ville de Fécamp. Il culmine à 105 m et était autrefois dénommé le « Heurt de Fécamp ». Il est actuellement occupé par un sémaphore de la marine nationale. Du cap Fagnet, la vue s'étend jusqu'à Étretat.

## Histoire
Ce fut notamment un site stratégique à travers les âges avec, d'une part, son oppidum gaulois, dont le fossé est encore visible et, d'autre part, le fort Baudouin, pendant les guerres de religion, qui fut détruit au XVIe siècle.
D'imposants blockhaus de l'organisation Todt pour le mur de l'Atlantique sont toujours accessibles en visites guidées, dont l'embase de l'imposant radar allemand Mammut FuMO51 sur abri type V 143 de la Kriegsmarine.
La falaise se caractérise dans le paysage par le profil de la chapelle Notre-Dame du Salut construite par les marins, et depuis 2006, le parc éolien.
La falaise est un site touristique majeur pour la ville de Fécamp, elle abrite également une réserve ornithologique gérée par le Groupe ornithologique normand. Elle est traversée par le GR 21 qui surplombe les falaises.

## Galerie

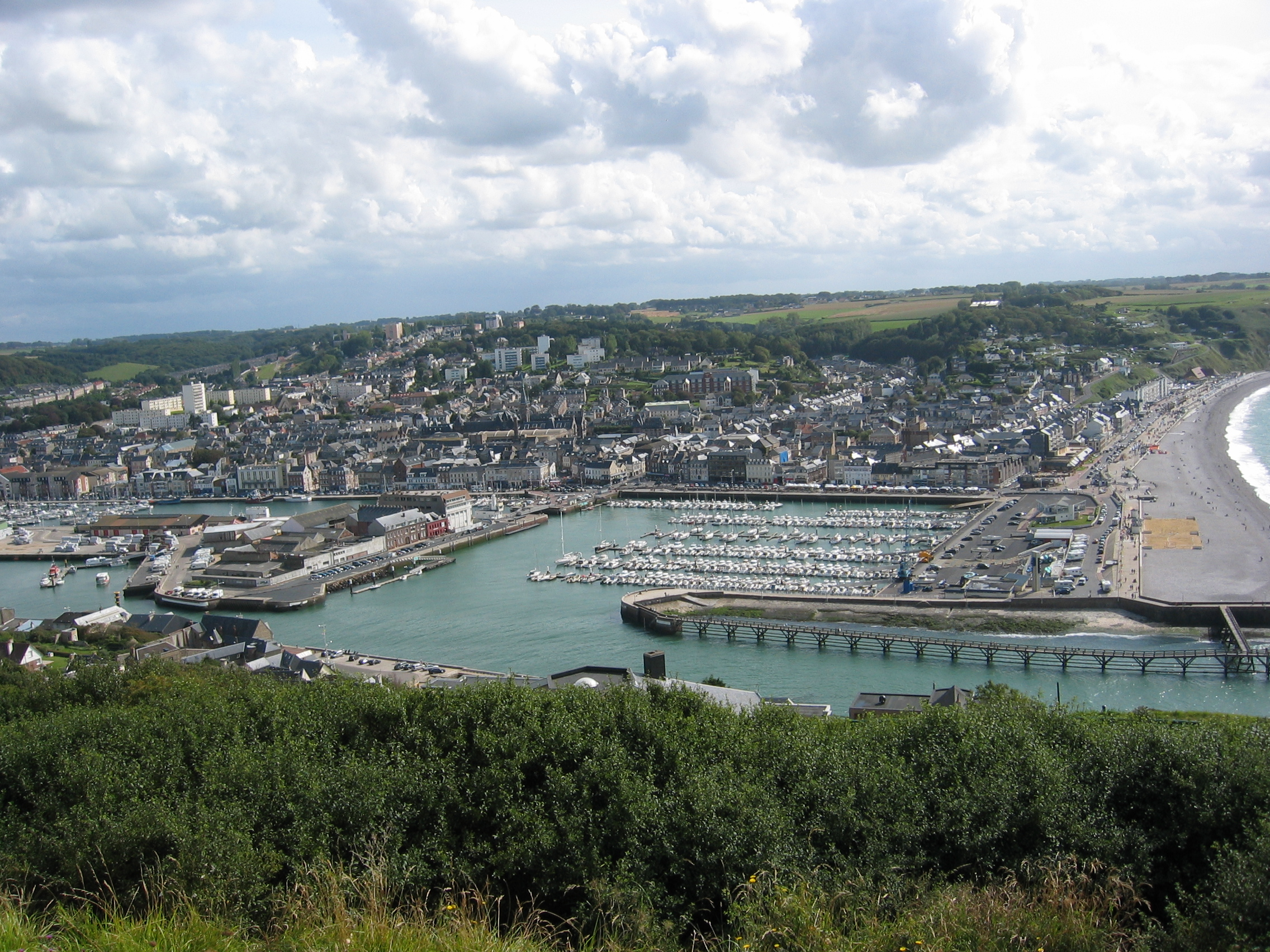
Fécamp, depuis la falaise.
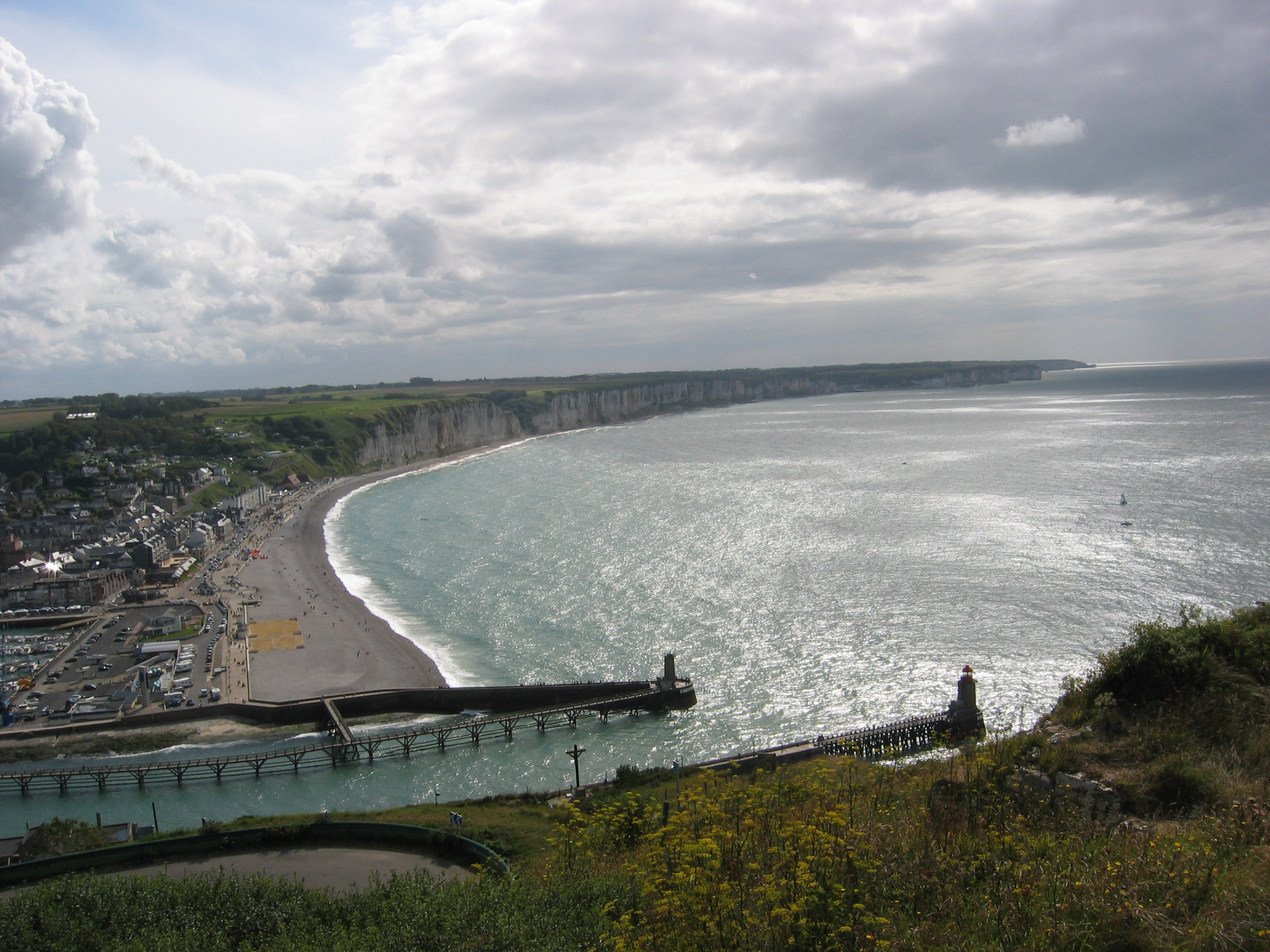
Vue sur la mer.
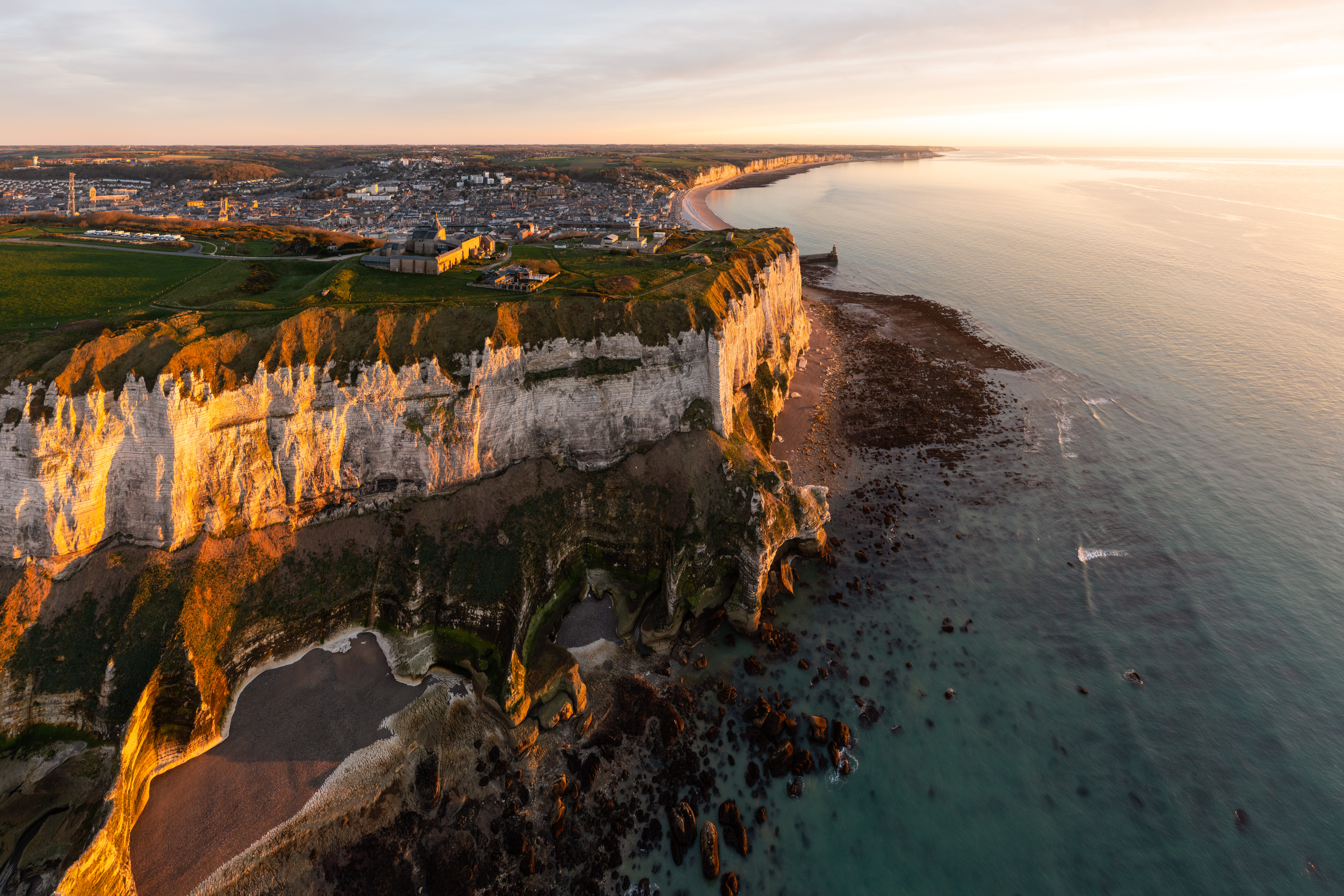
Le cap et son delta karstique[5].
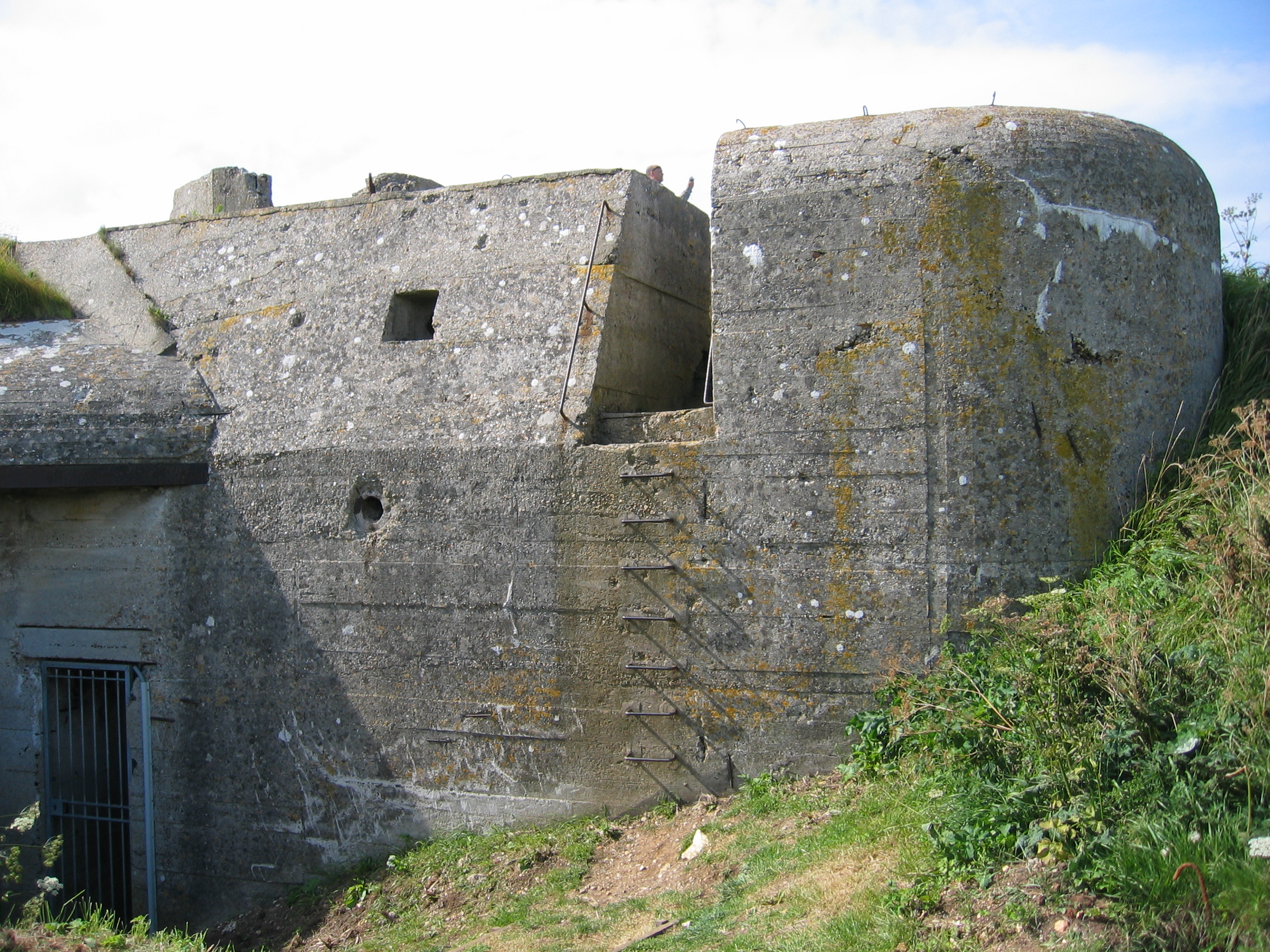
Blockhaus de la Seconde Guerre mondiale.
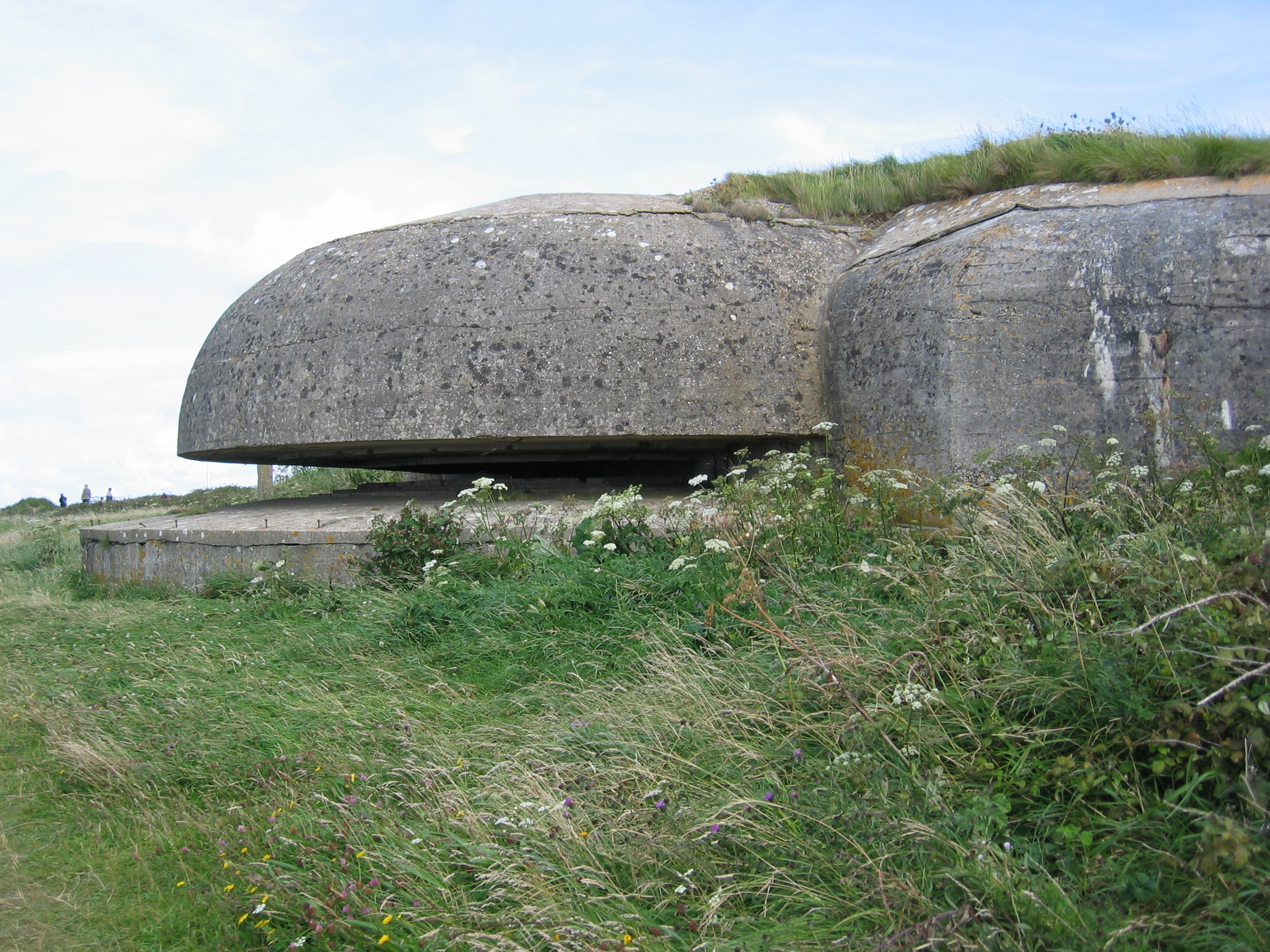
Poste d'observation.
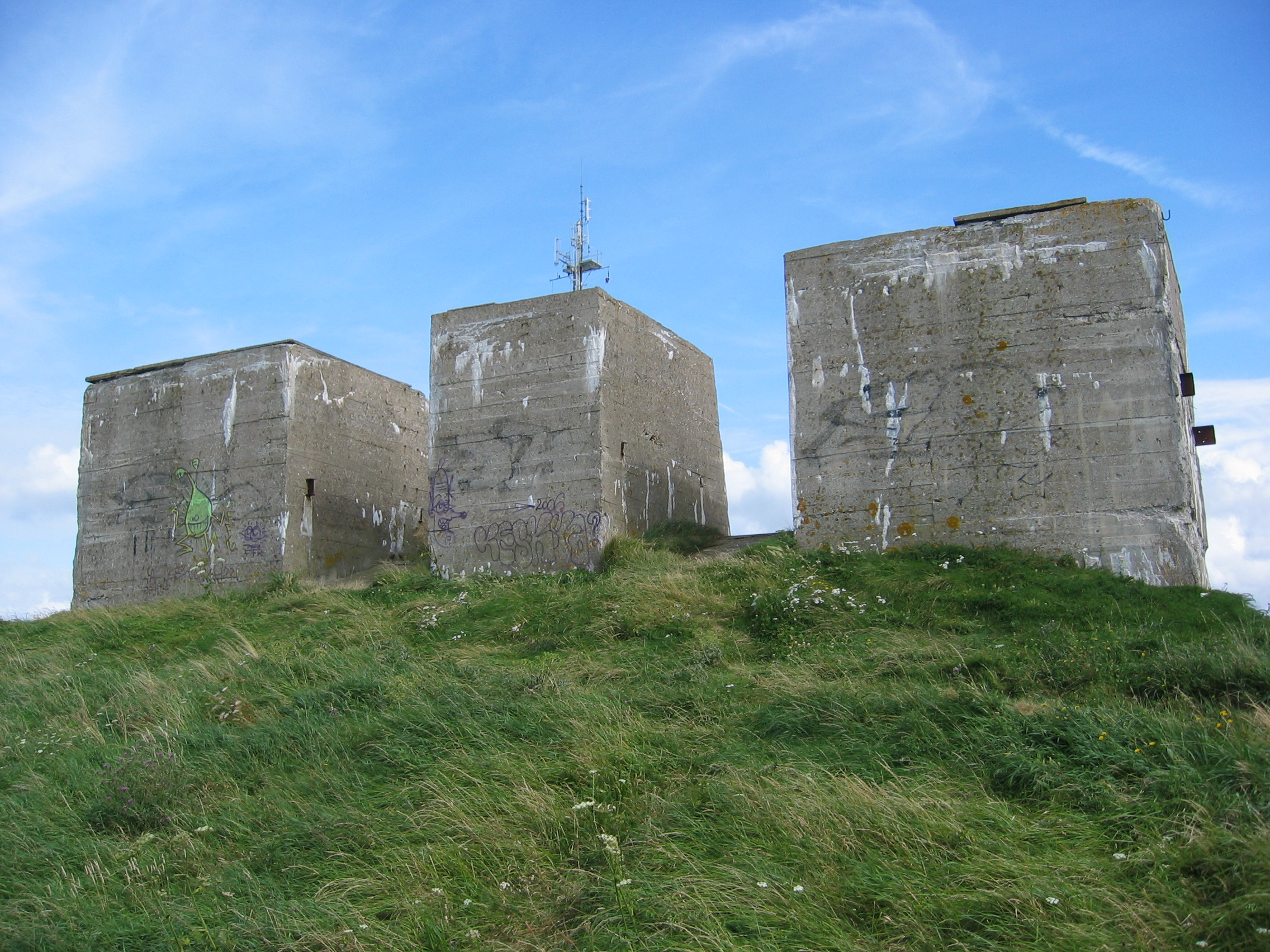
Support radar Mammut.
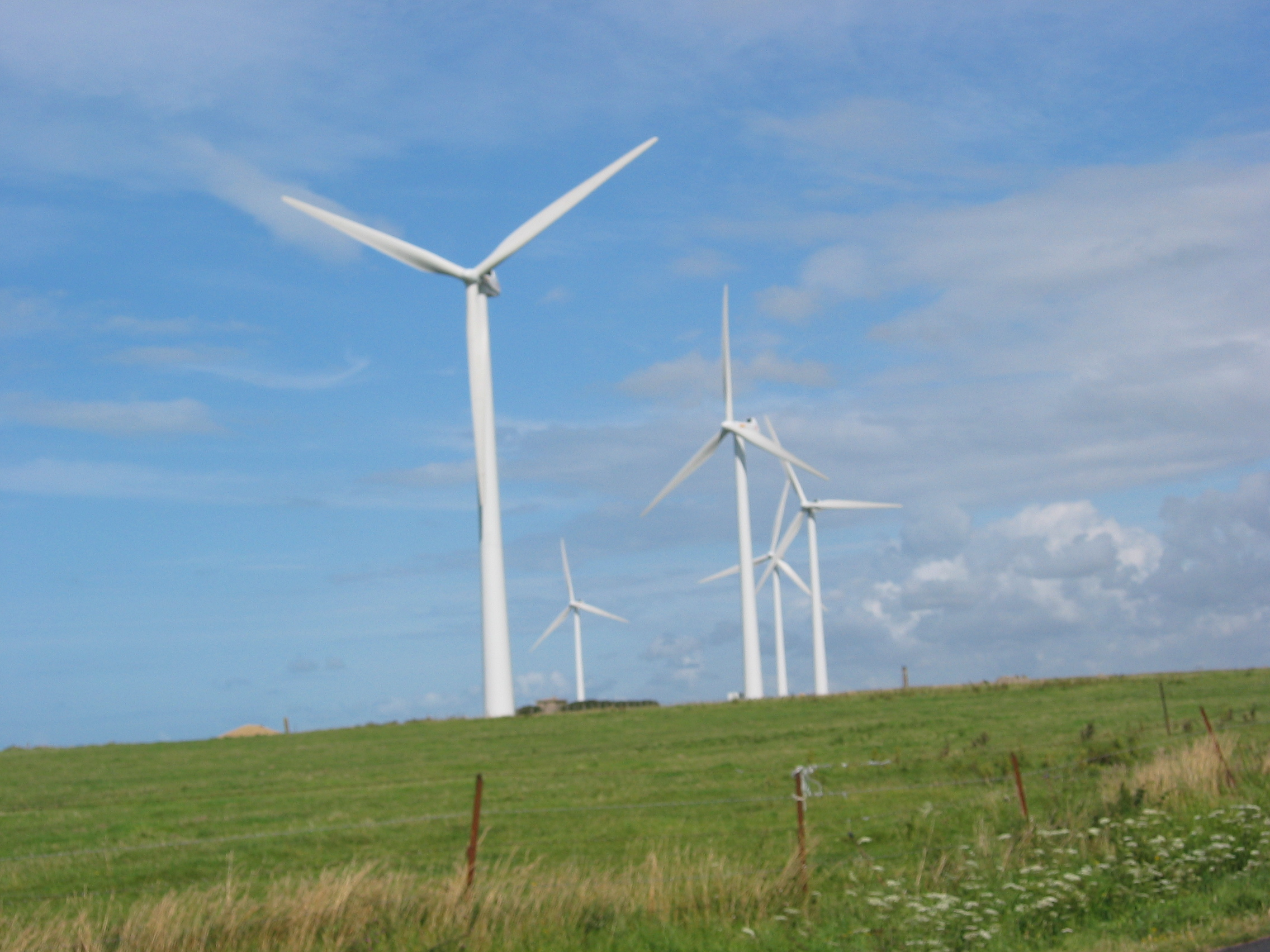
Le parc éolien.
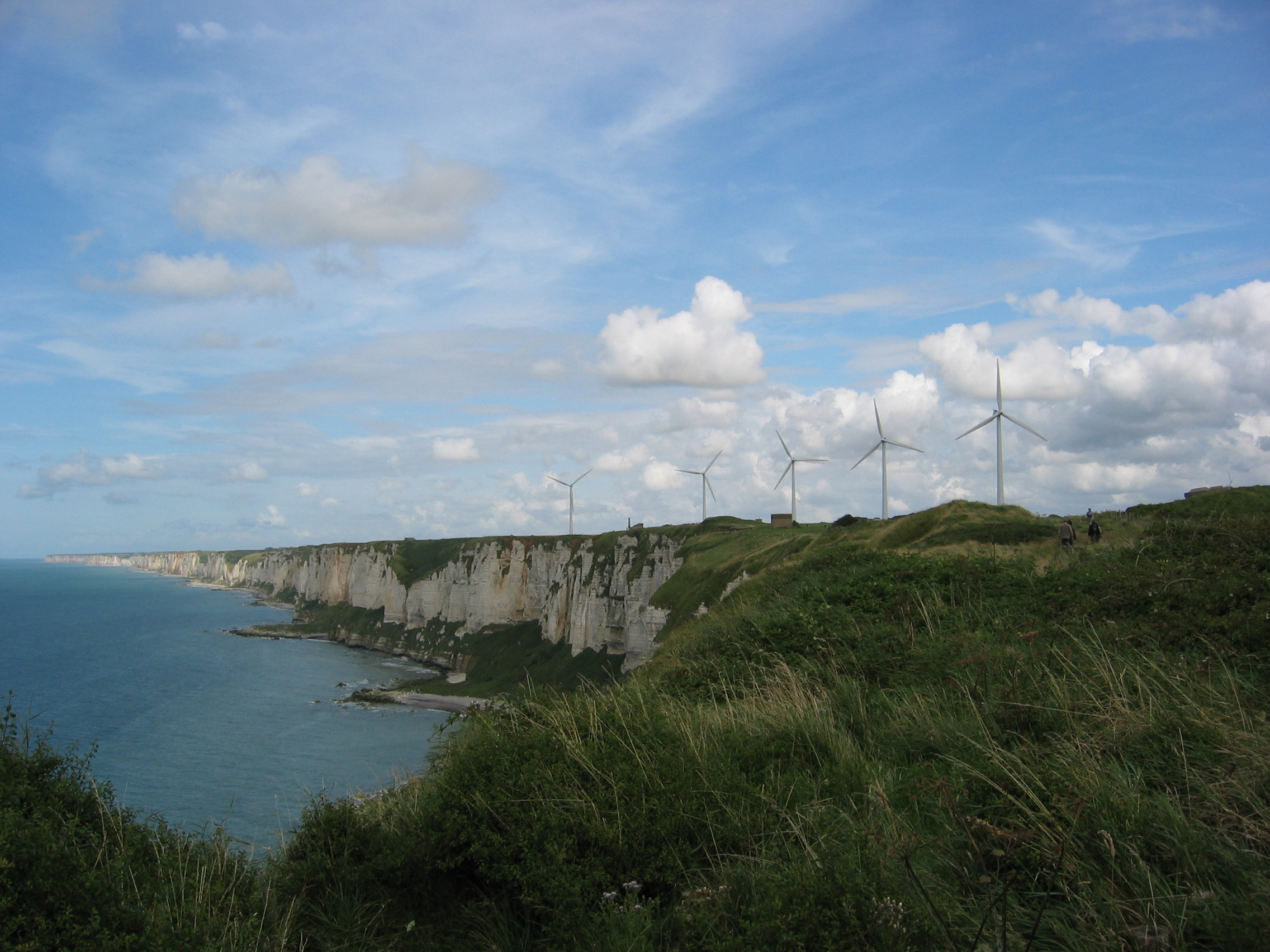
La falaise et les éoliennes (1).
La falaise et les éoliennes (2).

## Divers
Cap Fagnet est le nom d'un bateau de sauvetage de la SNSM de Fécamp C'est également le nom d'un chalutier qui était basé à Fécamp.
En été, le cap est desservi depuis le centre ville par une ligne de mini-bus.